# دره بوری
دره بوری، روستایی از توابع بخش مرکزی شهرستان لالی در استان خوزستان ایران است
شغل اکثر روستا کشاورزی و دامپروری به روش سنتی است وبا فرارسیدن هوای گرم به روستای ییلاقی خود نیاکان از توابع شهرستان کوهرنگ کوچ می کنند 
اهالی این روستا مردمی غیور از طایفه بابادی شاخه عالی انور احمدسمالی هستند که به دوازده شاخه(تش) که شامل اند از(کرمعلی-علی عبدول_بارونی_خدابخش_فتحعلی_محمدرضا_گنجعلی_محمد_جابر_هاشم_فیضالله_جواز) و خود را مرید امامزاده شاه ابوالقاسم می دانند پایبندی به رسومات بختیاری در این روستا موج می زند 
چشمه های زیادی در این روستا وجود داشته که با کانال کشی غیراستاندارد فاضلاب درمعرض نابودی قرارگرفتند 
ازجمله آثار ملی ثبت شده روستای دره بوری چهار طاقی دوره ساسانیان هست که با شماره 32504 به ثبت رسیده است

## جمعیت
این روستا در دهستان سادات قرار دارد و براساس سرشماری مرکز آمار ایران در سال ۱۳۸۵، جمعیت آن ۱٬۰۴۰ نفر (۱۹۶خانوار) بوده‌است.